# Prêmio New York Film Critics Circle de Melhor Filme de Animação
O Prêmio New York Film Critics Circle de Melhor Filme de Animação (em inglês, New York Film Critics Circle Award for Best Animated Film) é um prêmio de cinema entregue pelo New York Film Critics Circle, honrando as melhores obras do cinema de animação.

## Vencedores

### Década de 1990
| Ano  | Vencedor                                                            | Diretor(es)           |
| ---- | ------------------------------------------------------------------- | --------------------- |
| 1999 | The Iron Giant (Empate) South Park: Bigger, Longer & Uncut (Empate) | Brad Bird Trey Parker |

### Década de 2000
| Ano  | Vencedor                                                  | Diretor(es)                         |
| ---- | --------------------------------------------------------- | ----------------------------------- |
| 2000 | Chicken Run                                               | Peter Lord e Nick Park              |
| 2001 | Waking Life                                               | Richard Linklater                   |
| 2002 | Spirited Away (Sen to Chihiro no kamikakushi)             | Hayao Miyazaki                      |
| 2003 | The Triplets of Belleville (Les triplettes de Belleville) | Sylvain Chomet                      |
| 2004 | The Incredibles                                           | Brad Bird                           |
| 2005 | Howl's Moving Castle (Hauru no ugoku shiro)               | Hayao Miyazaki                      |
| 2006 | Happy Feet                                                | George Miller                       |
| 2007 | Persepolis                                                | Vincent Paronnaud e Marjane Satrapi |
| 2008 | WALL-E                                                    | Andrew Stanton                      |
| 2009 | Fantastic Mr. Fox                                         | Wes Anderson                        |

### Década de 2010
| Ano  | Vencedor                             | Diretor(es)                          |
| ---- | ------------------------------------ | ------------------------------------ |
| 2010 | The Illusionist (L'illusionniste)    | Sylvain Chomet                       |
| 2011 | Nenhum prêmio foi entregue nesse ano | Nenhum prêmio foi entregue nesse ano |
| 2012 | Frankenweenie                        | Tim Burton                           |
| 2013 | The Wind Rises (Kaze Tachinu)        | Hayao Miyazaki                       |
| 2014 | The Lego Movie                       | Phil Lord e Christopher Miller       |
| 2015 | Inside Out                           | Pete Docter e Ronnie del Carmen      |
| 2016 | Zootopia                             | Byron Howard e Rich Moore            |
| 2017 | Coco                                 | Lee Unkrich e Adrian Molina          |

## Ligações Externas
- NYFCC - Prêmio New York Film Critics Circle de Melhor Filme de Animação